# سندی اسپرینگ (مریلند)
سندی اسپرینگ (به انگلیسی: Sandy Spring) یک منطقهٔ مسکونی در ایالات متحده آمریکا است که در مریلند واقع شده‌است.